# Eduard Herold
Eduard Herold, también conocido como Jan Eduard Herold, (16 de septiembre de 1820, Praga - 5 de agosto de 1895, Praga) fue un pintor, ilustrador, crítico de arte y escritor checo.
Era el mayor de los tres hijos de Johann Christian Herold (? -1837), un actor empobrecido del teatro en lengua alemana, y su pareja, la actriz Terezia Ringelmann. Inicialmente estudió en una escuela de escolapios, pero le fue mal, por lo que fue aprendiz de un fabricante de guantes, pero no mejoró; estar más interesado en los títeres. En 1836 pudo aprobar el examen de ingreso a la escuela de pintura en la Academia de Bellas Artes, donde estudió con František Tkadlík, Christian Ruben y Antonín Mánes, quienes más lo influenciaron.
Se graduó en 1844 y se convirtió en profesor de dibujo para los hijos de familias aristocráticas. Finalmente encontró un puesto enseñando a los hijos del Conde Jindřich Chotek; viviendo en los castillos del Conde en Nové Dvory y Kačina, donde permaneció hasta 1856. Mientras estuvo allí, utilizó la gran biblioteca del castillo como fuente para sus futuras historias e ilustraciones históricas.
En 1863, se convirtió en uno de los miembros fundadores de Umělecká beseda, una asociación cultural progresista; promover la literatura, la música y las bellas artes. De 1868 a 1877, trabajó ocasionalmente en el Teatro Provisional, creando decoraciones escénicas; en particular para La novia husita, de Karel Šebor. También realizó trabajos decorativos para varias compañías de teatro amateur, incluidas las de Jaroměř y Mladá Boleslav.
También a partir de 1868, proporcionó ilustraciones para numerosas revistas, como Květy [cs], Světozor, Lumír y Zlatá Praha. También contribuyó con artículos sobre historia, poesía y cuentos, así como una novela; Čertova krčma (La taberna del diablo, 1874).
Estuvo casado dos veces, con Antonia Siegel (1824-1873) y Johanna Joppová (n. 1852). Sus tres hijos murieron cuando eran bebés. En la última parte de su vida, volvió a ser profesor de dibujo. Murió en 1895 y fue enterrado en el cementerio de Olšany.